# Liste des chapelles de la Seine-Saint-Denis
La liste des chapelles du Pas-de-Calais présente les chapelles de culte catholique situées sur le territoire des communes du départements français de la Seine-Saint-Denis.
Il est fait état des diverses protections dont elles peuvent bénéficier, et notamment les inscriptions et classements au titre des monuments historiques.
Toutes sont situées dans le diocèse de Saint-Denis.

## Liste
| Chapelle                                                          | Commune                 | Adresse | Coordonnées                      | Notice         | Protection | Date | Illustration                                           |
| ----------------------------------------------------------------- | ----------------------- | ------- | -------------------------------- | -------------- | ---------- | ---- | ------------------------------------------------------ |
| Chapelle Saint-Jean d'Aulnay-sous-Bois                            | Aulnay-sous-Bois        |         | 48° 56′ 56″ nord, 2° 29′ 36″ est |                |            |      | Image manquante Téléverser                             |
| Chapelle Saint-Paul d'Ambourget d'Aulnay-sous-Bois                | Aulnay-sous-Bois        |         | 48° 56′ 51″ nord, 2° 30′ 33″ est | « EA93000002 » |            |      | Image manquante Téléverser                             |
| Chapelle Notre-Dame du Coudray                                    | Aulnay-sous-Bois        |         | 48° 56′ 18″ nord, 2° 29′ 13″ est |                |            |      | Image manquante Téléverser                             |
| Chapelle Notre-Dame-de-Compassion du Coudray d'Aulnay-sous-Bois   | Aulnay-sous-Bois        |         | 48° 56′ 18″ nord, 2° 29′ 13″ est |                |            |      | Image manquante Téléverser                             |
| Chapelle des Saints-Apôtres de Bagnolet                           | Bagnolet                |         | 48° 52′ 18″ nord, 2° 25′ 09″ est |                |            |      | Image manquante Téléverser                             |
| Chapelle Saint-Jacques de Bagnolet                                | Bagnolet                |         | 48° 52′ 31″ nord, 2° 25′ 53″ est |                |            |      | Chapelle Saint-Jacques de Bagnolet                     |
| Chapelle Notre-Dame-de-l'Étoile de Bobigny                        | Bobigny                 |         | 48° 54′ 50″ nord, 2° 25′ 44″ est |                |            |      | Chapelle Notre-Dame-de-l'Étoile de Bobigny             |
| Chapelle Notre-Dame-des-Anges de Clichy-sous-Bois                 | Clichy-sous-Bois        |         | 48° 54′ 20″ nord, 2° 32′ 44″ est |                |            |      | Chapelle Notre-Dame-des-Anges de Clichy-sous-Bois      |
| Chapelle Saint-Jean-XXIII de Clichy-sous-Bois                     | Clichy-sous-Bois        |         | 48° 54′ 31″ nord, 2° 32′ 51″ est |                |            |      | Image manquante Téléverser                             |
| Chapelle Saint-Jean-XXIII de Drancy                               | Drancy                  |         | 48° 55′ 03″ nord, 2° 25′ 57″ est |                |            |      | Image manquante Téléverser                             |
| Chapelle Notre-Dame-de-Liesse de Drancy                           | Drancy                  |         | 48° 55′ 05″ nord, 2° 27′ 28″ est |                |            |      | Image manquante Téléverser                             |
| Chapelle L'Emmanuel de La Courneuve                               | La Courneuve            |         | 48° 55′ 32″ nord, 2° 22′ 44″ est |                |            |      | Chapelle L'Emmanuel de La Courneuve                    |
| Chapelle Saint-Gervais-Saint-Protais du Pré-Saint-Gervais         | Le Pré-Saint-Gervais    |         | 48° 52′ 56″ nord, 2° 24′ 10″ est |                |            |      | Image manquante Téléverser                             |
| Chapelle Saint-Augustin des Coquetiers                            | Les Pavillons-sous-Bois |         | 48° 53′ 47″ nord, 2° 29′ 54″ est |                |            |      | Image manquante Téléverser                             |
| Chapelle Saint-Joseph de Livry-Gargan                             | Livry-Gargan            |         | 48° 55′ 25″ nord, 2° 32′ 33″ est |                |            |      | Image manquante Téléverser                             |
| Chapelle Saint-Antoine de la Croix de Chavaux                     | Montreuil               |         | 48° 51′ 29″ nord, 2° 26′ 05″ est |                |            |      | Chapelle Saint-Antoine de la Croix de Chavaux          |
| Chapelle Saint-Charles des Ruffins                                | Montreuil               |         | 48° 51′ 43″ nord, 2° 28′ 41″ est | « IA93000211 » |            |      | Chapelle Saint-Charles des Ruffins                     |
| Chapelle Sainte-Marie de la Noue                                  | Montreuil               |         | 48° 52′ 04″ nord, 2° 25′ 50″ est |                |            |      | Chapelle Sainte-Marie de la Noue                       |
| Chapelle Sainte-Marie de Neuilly-sur-Marne                        | Neuilly-sur-Marne       |         | 48° 52′ 02″ nord, 2° 31′ 58″ est |                |            |      | Image manquante Téléverser                             |
| Chapelle de l'Hôpital de Ville-Évrard                             | Neuilly-sur-Marne       |         | 48° 51′ 32″ nord, 2° 32′ 56″ est |                |            |      | Chapelle de l'Hôpital de Ville-Évrard                  |
| Chapelle Notre-Dame-de-Lourdes de Noisy-le-Grand                  | Noisy-le-Grand          |         | 48° 50′ 51″ nord, 2° 33′ 54″ est |                |            |      | Image manquante Téléverser                             |
| Chapelle Notre-Dame-des-Sans-Logis-et-de-Tout-le-Monde            | Noisy-le-Grand          |         | 48° 50′ 52″ nord, 2° 34′ 37″ est | « PA93000028 » | Classé MH  | 2016 | Chapelle Notre-Dame-des-Sans-Logis-et-de-Tout-le-Monde |
| Chapelle Sainte-Thérèse des Richardets de Noisy-le-Grand          | Noisy-le-Grand          |         | 48° 49′ 45″ nord, 2° 34′ 04″ est |                |            |      | Image manquante Téléverser                             |
| Chapelle du Saint-Esprit de Noisy-le-Sec                          | Noisy-le-Sec            |         | 48° 53′ 10″ nord, 2° 27′ 58″ est |                |            |      | Chapelle du Saint-Esprit de Noisy-le-Sec               |
| Chapelle Notre-Dame-de-la-Reconnaissance de Pierrefitte-sur-Seine | Pierrefitte-sur-Seine   |         | 48° 58′ 10″ nord, 2° 22′ 17″ est |                |            |      | Image manquante Téléverser                             |
| Chapelle Sainte-Solange de Romainville                            | Romainville             |         | 48° 53′ 30″ nord, 2° 25′ 58″ est |                |            |      | Chapelle Sainte-Solange de Romainville                 |
| Chapelle des Bourbons de Saint-Denis                              | Saint-Denis             |         | à géolocaliser                   |                |            |      | Image manquante Téléverser                             |
| Chapelle des Carmélites de Saint-Denis                            | Saint-Denis             |         | 48° 55′ 57″ nord, 2° 21′ 24″ est |                |            |      | Chapelle des Carmélites de Saint-Denis                 |
| Chapelle Saint-Cucuphas de la basilique Saint-Denis               | Saint-Denis             |         | 48° 56′ 08″ nord, 2° 21′ 35″ est |                |            |      | Chapelle Saint-Cucuphas de la basilique Saint-Denis    |
| Chapelle Famille Gardé                                            | Saint-Denis             |         | à géolocaliser                   |                |            |      | Chapelle Famille Gardé                                 |
| Chapelle Saint-Vincent-de-Paul de Rougemont de Sevran             | Sevran                  |         | 48° 56′ 09″ nord, 2° 30′ 58″ est |                |            |      | Chapelle Saint-Vincent-de-Paul de Rougemont de Sevran  |
| Chapelle Saint-Lazare de Stains                                   | Stains                  |         | 48° 57′ 05″ nord, 2° 22′ 26″ est |                |            |      | Image manquante Téléverser                             |
| Chapelle Notre-Dame-Médiatrice de Tremblay-lès-Gonesse            | Tremblay-en-France      |         | 48° 57′ 30″ nord, 2° 34′ 26″ est |                |            |      | Chapelle Notre-Dame-Médiatrice de Tremblay-lès-Gonesse |
| Chapelle de l'ensemble scolaire Fénelon de Vaujours               | Vaujours                |         | 48° 55′ 50″ nord, 2° 34′ 14″ est |                |            |      | Image manquante Téléverser                             |
| Chapelle Saint-André de Villemomble                               | Villemomble             |         | 48° 52′ 39″ nord, 2° 31′ 25″ est |                |            |      | Chapelle Saint-André de Villemomble                    |
| Chapelle Saint-Joseph-du-Clos-Montceleux de Villepinte            | Villepinte              |         | 48° 57′ 14″ nord, 2° 32′ 42″ est |                |            |      | Image manquante Téléverser                             |
| Chapelle de l'hôpital Sainte-Marie de Villepinte                  | Villepinte              |         | 48° 57′ 49″ nord, 2° 32′ 08″ est |                |            |      | Chapelle de l'hôpital Sainte-Marie de Villepinte       |